# Lidmila z Rožmberka
Lidmila z Rožmberka (také Ludmila) byla česká šlechtična z mocného jihočeského rodu Rožmberků.

## Život
Lidmila byla nejmladší ze tří dcer Oldřicha II. z Rožmberka a Kateřiny, rozené z Vartenberka. Její sestra Perchta byla provdána v nešťastném manželství za Hanuše z Lichtenštejna a je známa jako Bílá paní.
Začátkem roku 1452 se Lidmila provdala za svého snoubence Bohuslava ze Švamberka, s nimž strávila život na hradě Bor u Tachova, a to je poslední zmínka o této rožmberské dceři. 
Jediné známé dítě z tohoto manželství je syn Hynek ze Švamberka. 
Lidmila je pravděpodobně pohřbena ve švamberské hrobce v kostele svatého Mikuláše v Boru. Bohuslav ze Švamberka se později oženil s Konstancií Šlikovou.